# Acme Comodity and Phrase Code

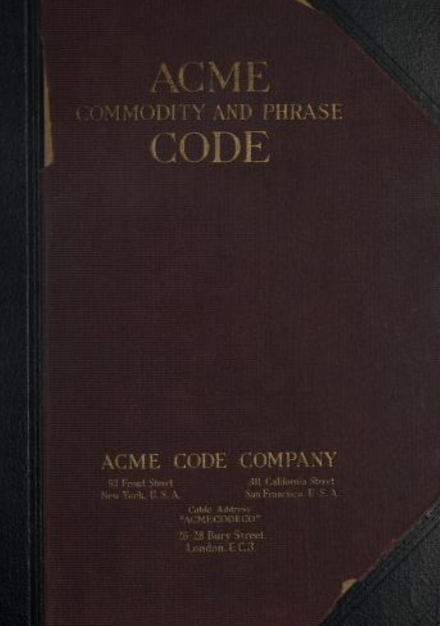
Cubierta del libro Acme Commodity and Phrase Code

Acme Commodity and Phrase Code fue un libro de códigos publicado en 1923 por la Acme Code Company (A. C. Meisenbach, Acme Commodity and Phrase Code, Acme Code Co., San Francisco, CA, 1923.) el cual contenía 100 000 códigos estandarizados que se asignaban a frases de uso común (algunas muy largas). De esta forma se permitía escribir los telegramas de forma más corta y así ahorrar dinero.
Los códigos eran de 5 letras formando así una especie de 'palabra'. Por este motivo a los códigos se les solía llamar codeword. La probabilidad de que una modificación aleatoria de dichos códigos diera lugar a otro código es de {\displaystyle 10^{5}/26^{5}\simeq 0'0084} (el alfabeto del idioma inglés tiene 26 letras). Los códigos estaban definidos de tal forma que permitían cierto grado de detección y corrección de errores, considerándose este código como precursor de ese tipo de prácticas. Todos los códigos se diferenciaban en al menos dos letras. Además ninguna transposión de dos letras adyacentes daban lugar a otro código válido. Con estas características si hay un error en la trásmisión y una letra es cambiada por otra, entonces por un lado podemos detectar el error y por otro podemos proponer 5 candidatos como posibles orígenes de ese código erróneo. Entre esos código podríamos elegir el más apropiado al contexto del mensaje. Además la forma en que se definen los códigos protege también frente a posible transposiciones de letras.
El libro fue extremadamente popular en el mundo de los negocios a principios del siglo XX.  